# Ocnocerus diabolicus
Ocnocerus diabolicus är en insektsart som beskrevs av Karsch 1893. Ocnocerus diabolicus ingår i släktet Ocnocerus och familjen gräshoppor. Inga underarter finns listade i Catalogue of Life.